# Nunana
Nunana is een geslacht van kreeftachtigen uit de klasse van de Ostracoda (mosselkreeftjes).

## Soorten
- Nunana australiae McKenzie, Reyment & Reyment, 1993 †
- Nunana nana
- Nunana vandenboldi Aiello & Sczczechura, 2001